# Jag vill börja med dig, o min Jesus
Jag vill börja med dig, o min Jesus är en psalm med text från 1900 av Conrad Adolf Björkman och musik av James McGranahan.

## Publicerad i
- Segertoner 1988 som nr 641 under rubriken "Pilgrimsvandringen".[1]